# 41. Kavallerie-Brigade (Deutsches Kaiserreich)
Die 41. Kavallerie-Brigade war ein Großverband der Preußischen Armee.

## Geschichte
Die 41. Kavallerie-Brigade wurde zum 1. Oktober 1906 im pommerschen Thorn  aufgestellt und am 27. Mai 1918 in  Kavallerie-Schützen-Kommando 41 umbenannt.
Sie war bis 1912 Teil der 35. Division in Graudenz, die dem XVII. Armee-Korps in Danzig zugeordnet war. Anschließend gehörte sie bis zur Mobilmachung zur 41. Division, wurde dann bis zum 17. Oktober 1916 der 1. Kavallerie-Division unterstellt und gehörte bis zum Kriegsende zur 7. Kavallerie-Division.

### Standorte
- 1906 bis 1912 Thorn
- 1912 bis 1919 Deutsch-Eylau

### Gliederung
- 1906 bis 1914

Kürassier-Regiment „Herzog Friedrich Eugen von Württemberg“ (Westpreußisches) Nr. 5
Kürassier-Regiment Herzog Friedrich Eugen von Württemberg (Westpreußisches) Nr. 5,
Ulanen-Regiment „von Schmidt“ (1. Pommersches) Nr. 4
- Kriegsgliederung bei Mobilmachung 1914

Wie vor, zusätzlich Reitende Abteilung Feldartillerie-Regiment „Prinz August von Preußen“ (1. Litthauisches) Nr. 1, Maschinengewehr-Abteilung Nr. 5 Insterburg, Pionier-Abteilung
- Kriegsgliederung am 22. August 1918

Wie vor, ohne Maschinengewehr-Abteilung Nr. 5, zusätzlich Dragoner-Regiment „König“ (2. württembergisches) Nr. 26 und Kürassier-Regiment „Kaiser Nikolaus I. von Russland“ (Brandenburgisches) Nr. 6

### Erster Weltkrieg 1914 bis 1918
Die Brigade kämpfte im Verband der 1. Kavallerie-Division bis Mitte Oktober 1916 ausschließlich an der Ostfront und kam mit der 7. Kavallerie-Division, die mit Kriegsbeginn bis Mitte Oktober 1916 an der Westfront eingesetzt war,  an die Ostfront. So war sie an einem Gefecht bei Schilleningken in Ostpreußen beteiligt.
Zu den Kampfhandlungen, Gefechten und Schlachten siehe Kampfgeschehen der 1. Kavallerie-Division und  Kampfgeschehen der 7. Kavallerie-Division

### Brigadekommandeure
| Name                               | Datum                                  |
| ---------------------------------- | -------------------------------------- |
| 41. Kavallerie-Brigade             |                                        |
| Otto von Hoffmann                  | 13. September 1906 bis 26. Januar 1912 |
| Heinrich Großmann                  | 27. Januar 1912 bis 19. Juli 1914      |
| Heinrich von Hofmann               | 20. Juli 1914 bis 23. November 1914    |
| Ernst von Uechtritz und Steinkirch | 24. November 1914 bis 14. Juni 1917    |
| Hugo von Linsingen                 | 15. Juni 1917 bis 19. Mai 1918         |
| Kavallerie-Schützen-Kommando 41    |                                        |
| Paul Charisius                     | 20. Mai 1918 bis Kriegsende            |
| Wilhelm von Lewinski               | 20. Februar 1919 (Demobilisierung)     |